# 玛丽亚·格佩特-梅耶奖
玛丽亚·格佩特-梅耶奖（英語：Maria Goeppert-Mayer Award）是由美国物理协会颁发的年度奖项，授予对物理学做出杰出贡献的女性科学家。
该奖项于1986年首次颁发，以1963年诺贝尔物理学奖得主玛丽亚·格佩特-梅耶的名字命名。格佩特-梅耶是继瑪麗·居禮之后，第二位获得诺贝尔物理学奖的女性。

## 获奖人
来源：
- 1986年：茱蒂絲·楊
- 1987年：路易絲·多蘭（英语：Louise Dolan）
- 1988年：伯妮·L·舒邁克（英语：Bonny L. Schumaker）
- 1989年：謝里·A·莫瑞（英语：Cherry A. Murray）
- 1990年：艾倫·D·威廉姆斯（英语：Ellen D. Williams (scientist)）
- 1991年：愛麗絲·懷特（英语：Alice White (physicist)）
- 1992年：芭芭拉·庫珀（英语：Barbara Cooper (physicist)）
- 1993年：埃溫·范迪斯胡克
- 1994年：勞拉·格林（英语：Laura Greene (physicist)）
- 1995年：傑奎琳·休伊特
- 1996年：瑪喬麗·奧姆斯特德（英语：Marjorie Olmstead）
- 1997年：瑪格麗特·穆爾南
- 1998年：伊莉莎白·貝絲（英语：Elizabeth Beise）
- 1999年：安德烈婭·蓋茲
- 2000年：莎朗·格洛策（英语：Sharon Glotzer）
- 2001年：珍妮特·康拉德（英语：Janet Conrad）
- 2002年：金秀蘭
- 2003年：馬中珮
- 2004年：蘇珊·斯塔格斯（英语：Suzanne Staggs）
- 2005年：Yuri Suzuki（英语：Yuri Suzuki (physicist)）
- 2006年：曹蕙（英语：Hui Cao）
- 2007年：艾美·巴格
- 2008年：瓦西莉基·卡洛耶拉
- 2009年：薩斯基亞·米奧杜斯基（英语：Saskia Mioduszewski）
- 2010年：亞莉珊德拉·蘭薩拉（英语：Alessandra Lanzara）
- 2011年：雷卡·艾伯特（英语：Réka Albert）
- 2012年：娜嘉·梅森（英语：Nadya Mason）
- 2013年：費里亞·厄素（英语：Feryal Özel）
- 2014年：安娜·瑪麗亞·雷伊（英语：Ana Maria Rey）
- 2015年：格雷岑·坎貝爾（英语：Gretchen Campbell）
- 2016年：亨麗埃特·艾爾萬（英语：Henriette Elvang）
- 2017年：邁肯·米克爾森（英语：Maiken Mikkelsen）
- 2018年：M·麗莎·曼寧（英语：M. Lisa Manning）
- 2019年：艾莉森·布魯克斯（英语：Alyson Brooks）
- 2020年：伊麗莎白·克勞斯（英语：Elisabeth Krause）
- 2021年：菲亞拉·E·沙納漢（英语：Phiala E. Shanahan）
- 2022年：布萊克斯利·布克哈特（英语：Blakesley Burkhart）
- 2023年：普里尼哈·納朗（英语：Prineha Narang）